# Gare de Montreuil-sur-Thérain
Pour les articles homonymes, voir Gare de Montreuil (homonymie).
La gare de Montreuil-sur-Thérain est une gare ferroviaire française de la ligne de Creil à Beauvais, située sur le territoire de la commune de Montreuil-sur-Thérain, dans le département de l'Oise en région Hauts-de-France.
C'est une halte ferroviaire de la Société nationale des chemins de fer français (SNCF) desservie par des trains TER Hauts-de-France.

## Situation ferroviaire
Établie à 55 m d'altitude, la gare de Montreuil-sur-Thérain est située au point kilométrique (PK) 77,639 de la ligne de Creil à Beauvais entre les gares de Villers-Saint-Sépulcre et de Rochy-Condé.

## Histoire
Lors de l’occupation, le 11 août 1944, un train militaire transportant des fusées V1, immobilisé à Montreuil-sur-Thérain après que la locomotive soit allé se ravitailler en eau en gare de Rochy-Condé, est repéré puis attaqué à deux reprises par des chasseurs-bombardiers Mosquito. La première attaque, le matin, coupe la voie ferrée. Lors de la seconde attaque, l’après-midi, l’explosion des bombes volantes transportées par le train provoque des dégâts importants, mais aucune victime (les habitants, de même que les militaires allemands gardant le train, s’étaient mis à l’abri après la première attaque).

## Service des voyageurs

### Accueil
Halte SNCF, c'est un point d'arrêt non géré (PANG) à accès libre. 

### Desserte
Montreuil-sur-Thérain est desservie par des trains TER Hauts-de-France qui effectuent des missions entre les gares de Creil, et de Beauvais. En 2009, la fréquentation de la gare était de 21 voyageurs par jour.

### Intermodalité
Le stationnement de véhicules est possible à proximité de l'entrée de la halte.